# Khách sạn Grand Lublinianka

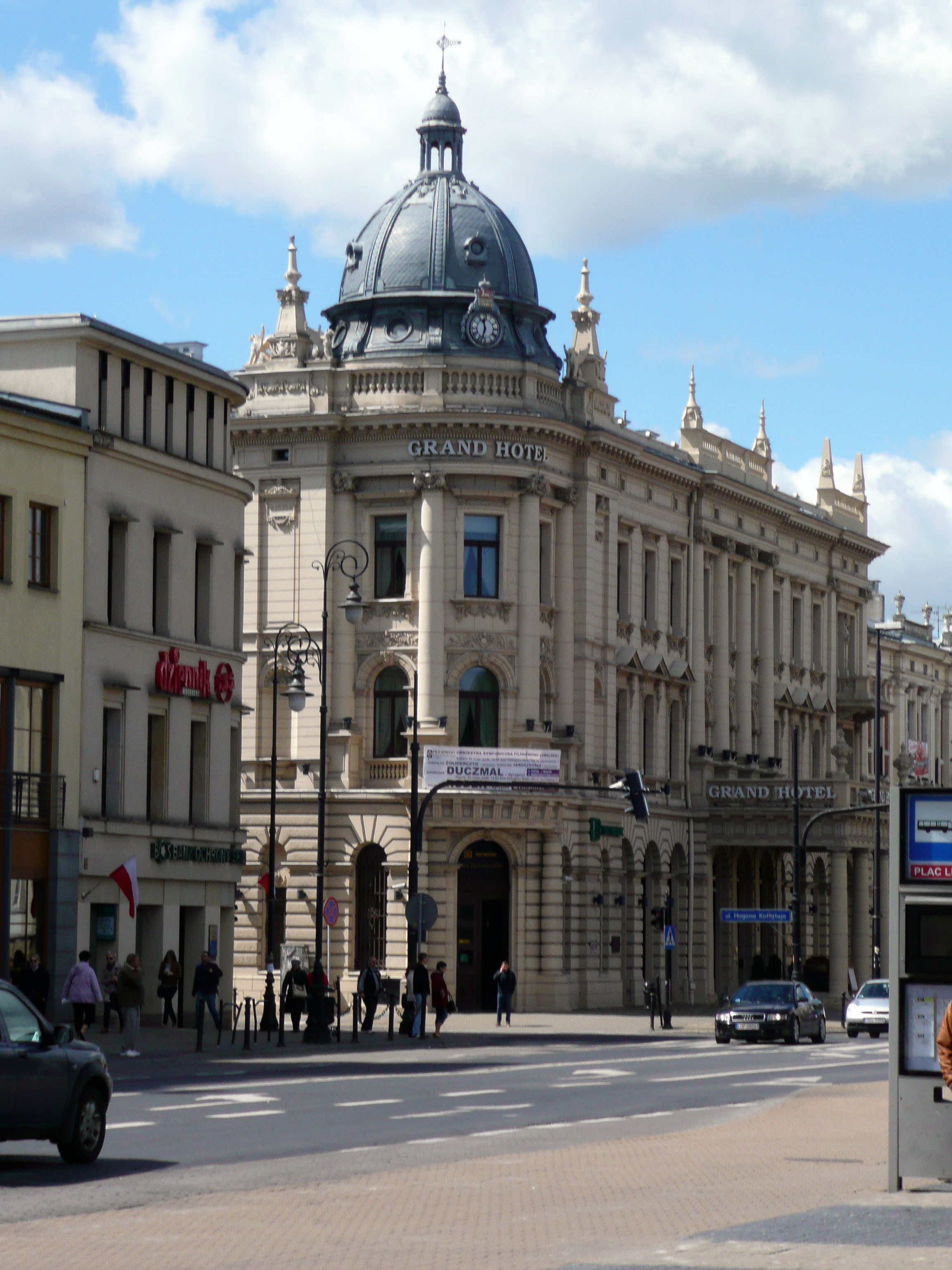
Khách sạn Grand Lublinianka

Khách sạn Grand Lublinianka là khách sạn bốn sao ở Lublin, Ba Lan. Tòa nhà được xây dựng từ năm 1899 đến 1900 và đã phục vụ nhiều mục đích trong suốt lịch sử của nó.
Tòa nhà được xây dựng vào những năm 1899-1900, chỉ trong 17 tháng, là nơi dành cho Phòng thương mại của Lublin. Nó được thiết kế bởi Gustaw Landau, một kiến trúc sư làm việc tại Warsaw và Łódź, và là anh trai của một trong những người đồng sở hữu Phòng Thương mại. Nó trở thành một địa điểm phổ biến cho các cuộc đàm phán kinh doanh cũng như các bữa ăn. Năm 1910, tòa nhà có hình dạng kiến trúc mà bây giờ chúng ta có thể chiêm ngưỡng.
Trong thời kỳ giữa hai cuộc chiến tranh thế giới, nơi đây có một cửa hàng đặc sản và một quán cà phê với các phòng ăn sáng ở tầng trệt.
Trong Thế chiến II, tòa nhà đã được chuyển đổi thành các tòa nhà của Pháp vì vị trí thuận tiện trong trung tâm thành phố. Vào những năm 1950, nó đã được thay đổi thành một khách sạn tiêu chuẩn thấp với Lublinianka Cafe và một nhà hàng ở tầng dưới.
Khách sạn GrandLublin, một công ty thuộc Tập đoàn Von der Heyden, đã mua khách sạn vào năm 2000 và khôi phục và hiện đại hóa hoàn toàn, dẫn đến việc mở cửa trở lại, như một khách sạn 4 sao sang trọng vào tháng 5/2002.